# Josia inaequiflexa
Josia inaequiflexa är en fjärilsart som beskrevs av Paul Dognin 1918. Josia inaequiflexa ingår i släktet Josia och familjen tandspinnare. Inga underarter finns listade i Catalogue of Life.